# Simen Lyngbø
Simen Alexander Santos Lyngbø (* 18. Februar 1998 in Bærum) ist ein philippinisch-norwegischer Fußballspieler.

## Karriere

### Verein
Simen Lyngbø erlernte das Fußballspielen in den norwegischen Jugendmannschaften von Stabæk Fotball und Bærum SK. Bei seinem Jugendverein Bærum SK unterschrieb er im Januar 2017 seinen ersten Vertrag. Im Januar 2020 ging er auf die Philippinen. Hier schloss er sich der Erstligamannschaft des Azkals Development Team an. Bei dem Klub aus Manila stand er bis Anfang August 2021 unter Vertrag. Am 6. August 2021 unterschrieb er einen Vertrag beim norwegischen Verein IF Ready Fotball. Bei dem unterklassigen Verein aus Oslo stand er bis März 2022 unter Vertrag. Im März 2022 ging er wieder auf die Philippinen. Hier schloss er sich dem United City FC in Bacolod City an. Am 22. Mai 2022 stand er mit United im Endspiel des philippinischen Pokals. Das Finale gegen den Kaya FC-Iloilo gewann man mit 3:2. Im Juni 2023 ging er nach Indonesien, wo er einen Vertrag beim Erstligisten Persik Kediri unterschrieb. Nach 25 Erstligaspielen ging er Mitte September 2024 wieder auf die Philippinen. Hier stand er bis Jahresende 2024 beim Erstligisten One Taguig FC in Taguig unter Vertrag. Der Nongbua Pitchaya FC, ein thailändischer Erstligist aus Nong Bua Lamphu, nahm ihn im Januar 2025 unter Vertrag. Am Ende der Saison 2024/25 belegte er mit Nongbua den 14. Tabellenplatz und musste somit in die zweite Liga absteigen. Nach dem Abstieg wurde sein Vertrag im Sommer 2025 nicht verlängert.

### Nationalmannschaft
Simen Lyngbø gab sein Debüt in der philippinischen Nationalmannschaft am 14. Dezember 2022 in einem Freundschaftsspiel gegen Vietnam. Bei der 0:1-Niederlage im Hàng-Đẫy-Stadion in Hanoi stand er in der Startelf und wurde in der 65. Minute gegen Paul Tabinas ausgewechselt.

## Erfolge
United City FC
- Philippinischer Pokalsieger: 2022